# 文齊斯拉夫·赫里斯托夫
文齊斯拉夫·赫里斯托夫（1988年9月11日—）是一位保加利亞足球運動員。在場上的位置是前鋒。他現在效力於克羅地亞足球甲級聯賽球隊里耶卡足球俱樂部。他也代表保加利亞國家足球隊參賽。